# Смакові добавки

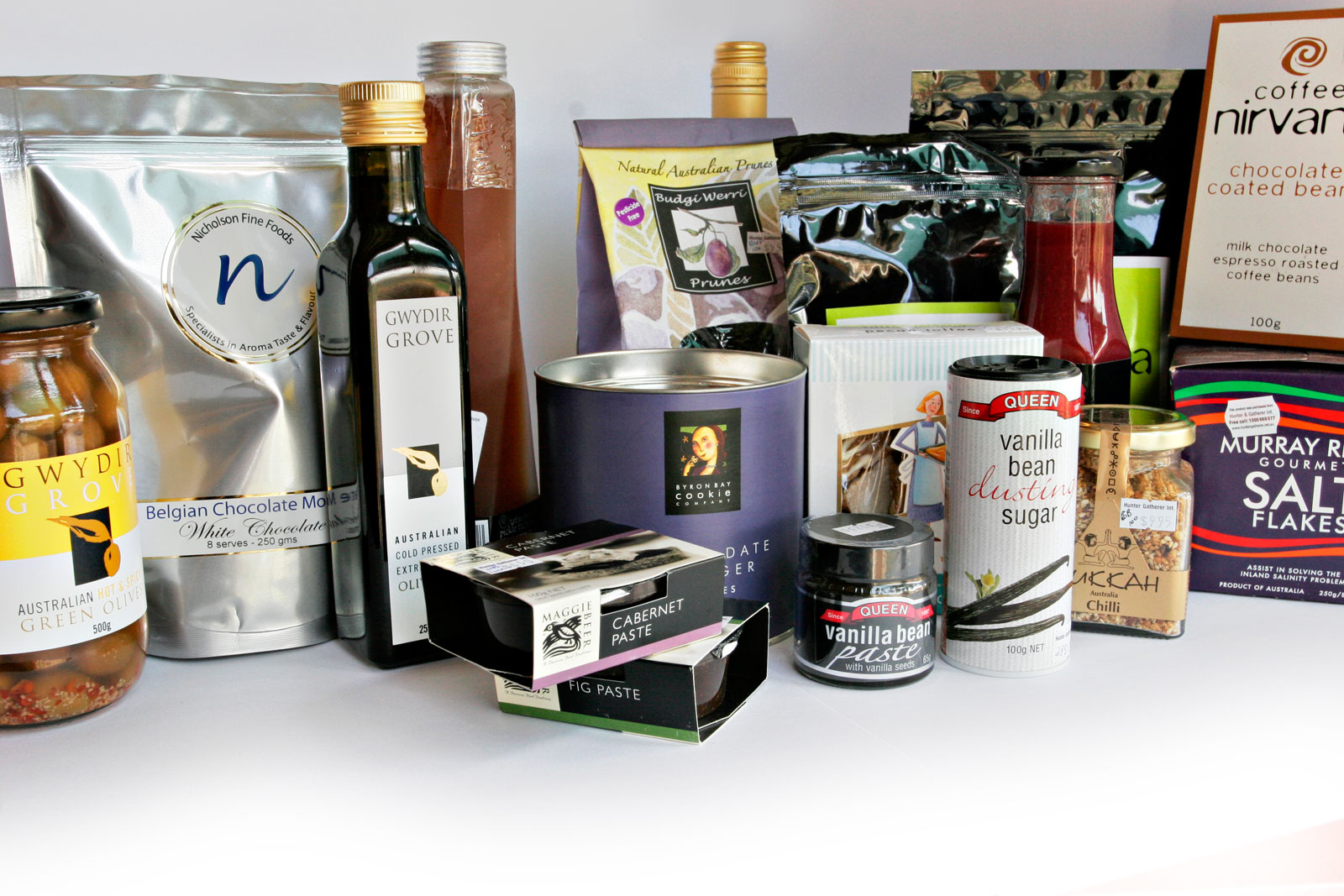
Смакові добавки — приправи і прянощі

Смакові добавки до їжі, а також припра́ви, прянощі, спеції — хімічні речовини, окремі частини біологічних продуктів рослинного походження та їх суміші, призначені для поліпшення смакових і ароматичних якостей продуктів харчування і готових страв.
Смакові добавки можуть сприяти поліпшенню травлення і засвоєння їжі, а також можливості її тривалого зберігання.
До смакових добавок відносяться прянощі, сіль, цукор, деякі ароматизатори, соуси, готові до вживання продукти (кетчуп, гірчиця, хрін), олійні суміші (олія з гірчицею, зелена, анчоусна, ракова тощо) й інші речовини, які впливають на смак або аромат (глутамат натрію, розведена водою оцтова есенція, лимонна кислота тощо).

## Загальні відомості

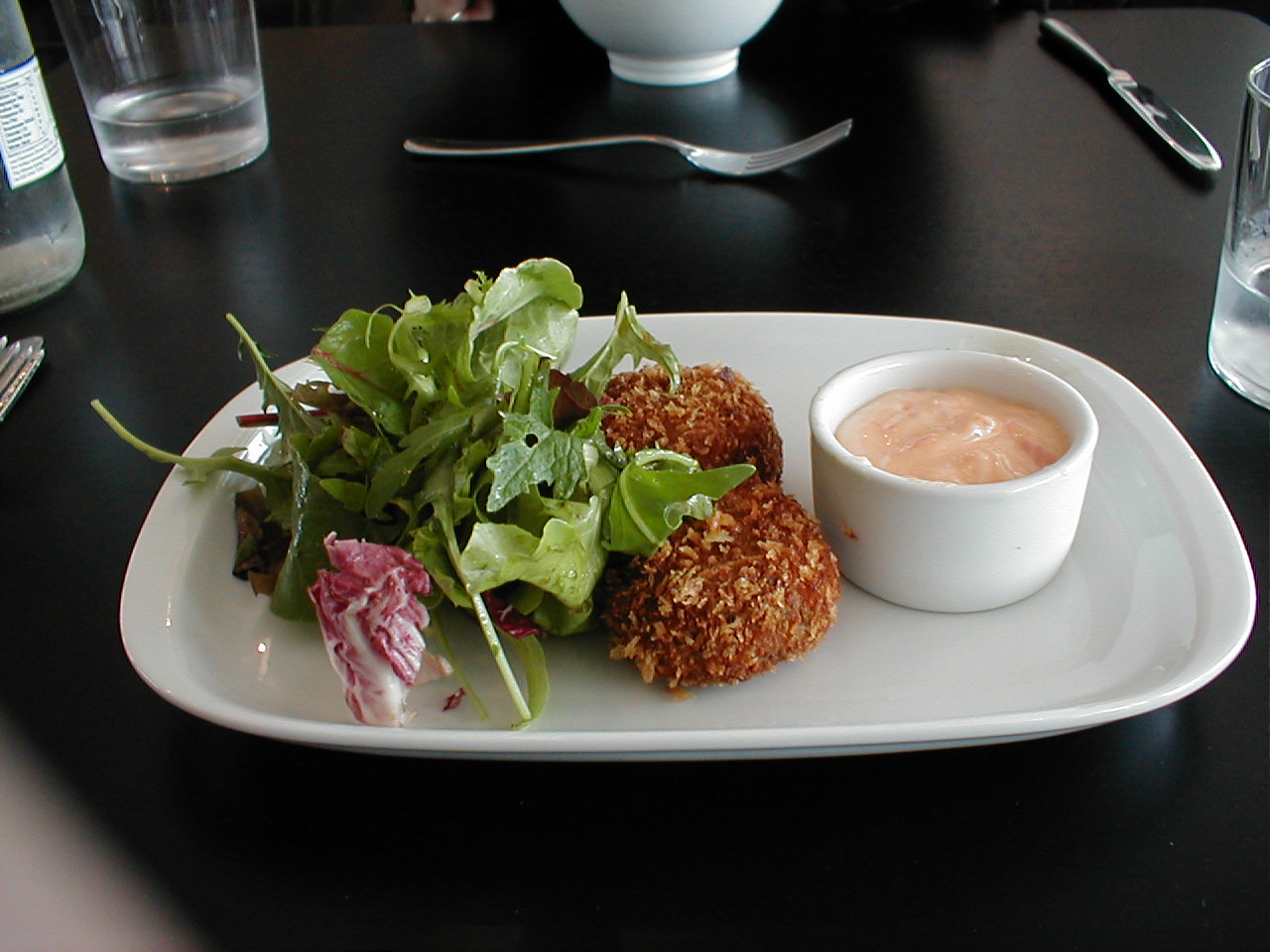
Рибна страва, приправлена різними прянощами

Смакові добавки можуть бути натуральними продуктами і синтетичними речовинами. Натуральні продукти використовують як у свіжому (плоди, насіння, стебла, кореневища), так і засушеному, розтертому в порошок вигляді; використовують й олійні суміші, які не тільки покращують смак страви, але й підвищують його калорійність.
Деякі смакові добавки  стандартизовані, в такому разі вони можуть бути включені до спеціальної категорії — харчові добавки.
Одними з найбільш популярних харчових добавок є прянощі — свіжі або висушені частини пряно-ароматичних рослин, які містять пекучі (пряні) й різного роду леткі ароматні речовини, переважно тропічного походження. У своїй більшості ці продукти не мають поживної цінності, але при додаванні до їжі невеликої кількості надають страві, що готується, своєрідного смаку й аромату. Як прянощі використовують різноманітні частини рослин, наприклад: плоди (чорний перець), квіткові бруньки (гвоздика), листя (лавровий лист), коріння (петрушка), кореневища (імбир), цибулини (цибуля, часник) тощо. 
До Європи багато прянощів потрапили ще в стародавні часи зі Сходу (Індії й Китаю); деякі — з Африки і Південної Америки.

## Отримання однокомпонентних приправ і виготовлення сумішей
Як приправи вживають свіжі або висушені подрібнені надземні частини рослин — кріп, коріандр; насіння — аніс, мак, гірчиця; плоди й насіння — чорний перець, ваніль; квітки або їх частини — каперси, гвоздика; листя — лавровий лист; кору — кориця; кореневища — імбир; цибулини — цибуля, часник.
До приправ відносять також складні багатокомпонентні композиції, сухі, пастоподібні або рідкі. У багатьох народів є свої, традиційні приправи: столова гірчиця, соєвий соус, хмелі-сунелі, ткемалі, майонез, аджика тощо. 

## Хімічний склад

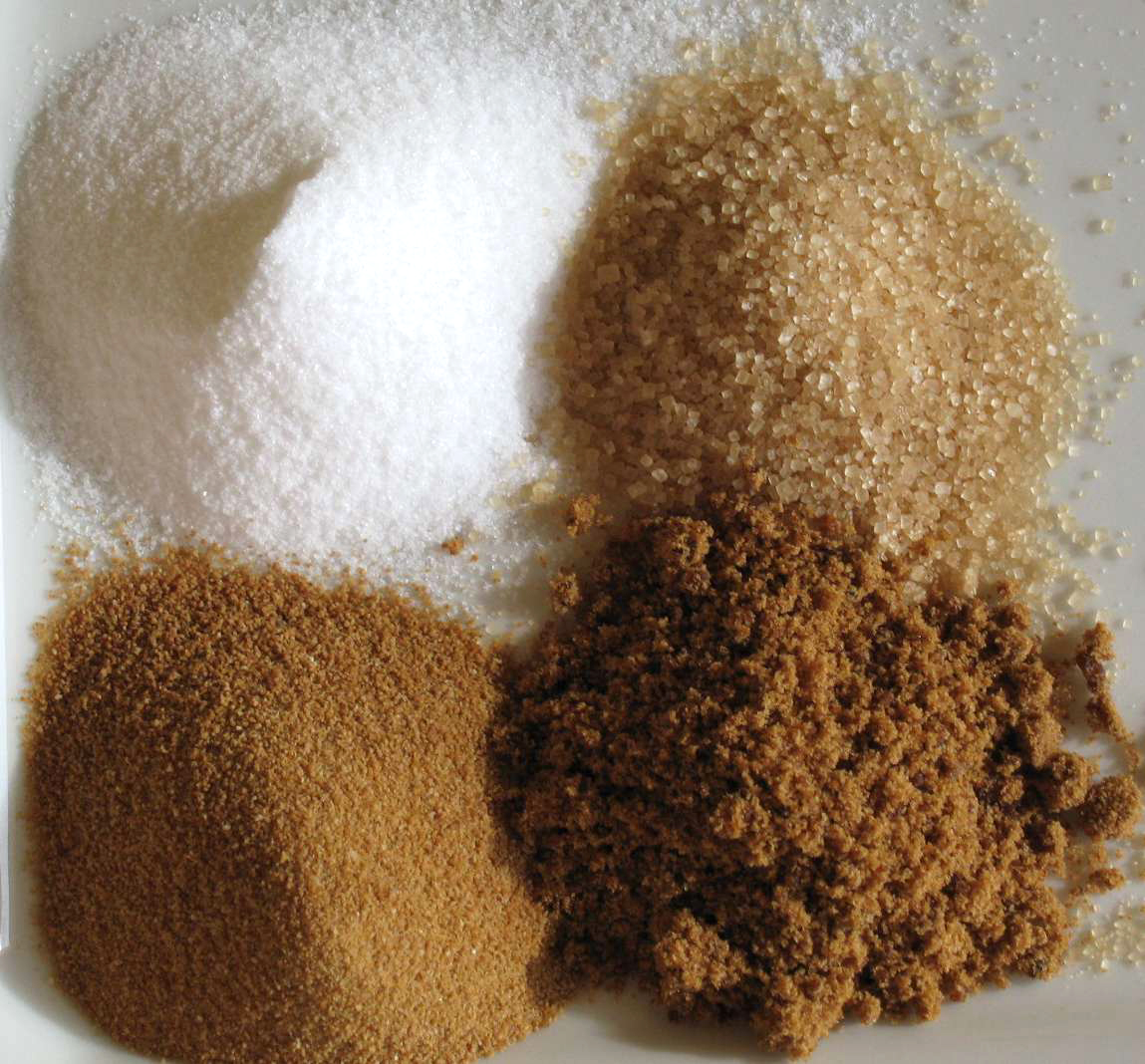
Різновиди ароматизованого цукру

До складу багатьох приправ і прянощів входять смакові й ароматичні — ефірні олії, часто — глікозиди, супутні їм цукри, крохмаль і дубильні речовини. До речовин, що визначають характерні властивості прянощів, слід віднести глікозиди, терпеноїди, прості й складні ефіри, а також деякі каротиноїди й органічні сульфіди.

## Застосування
Приправи застосовують у кулінарії, харчовій промисловості (консервній, кондитерській, хлібобулочній, лікеро-горілчаній), а також у медицині й парфумерії. Наразі у промисловості замість приправ у вигляді свіжих і висушених частин рослин часто використовують підготовлені продукти — порошки, пасти, екстракти, ефірні олії, а також синтетичні й напівсинтетичні ароматизатори.

## Фізіологічна роль
Основна роль приправ — підвищити смакові якості їжі, поліпшити її аромат, викликати апетит, і іноді — замаскувати небажані органолептичні властивості продуктів. Крім надання їжі нових смакових і ароматичних якостей, деякі приправи можуть служити джерелом органічних кислот (оцет), ферментів (соєвий соус), і, в певній мірі — мікроелементів — залізо, кальцій, йод тощо.

## Поширені прянощі і приправи

### Мінеральні
- Сіль

### Рослинні

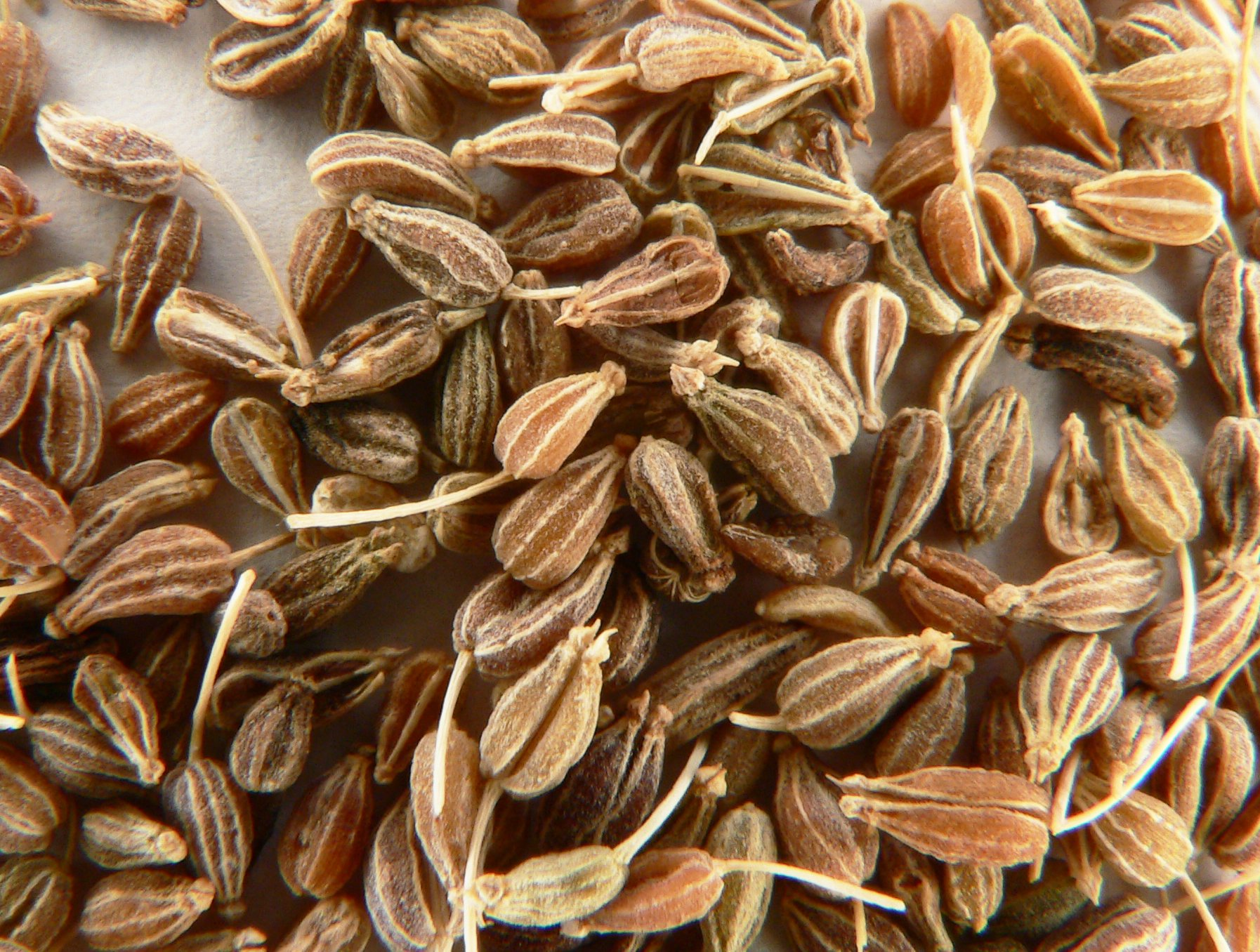
Аніс

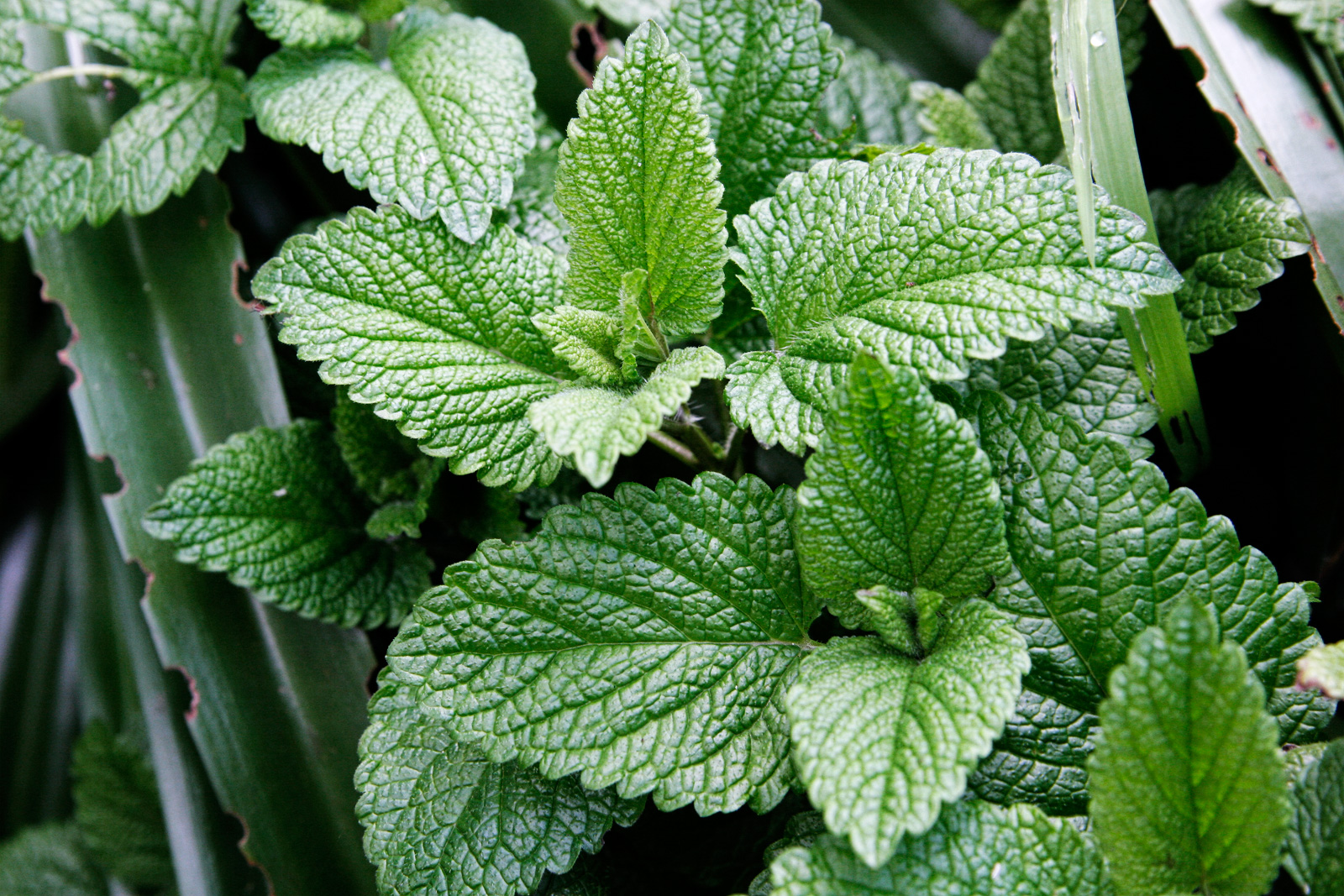
М'ята перцева

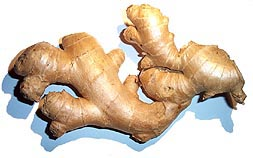
свіжий корінь імбиру

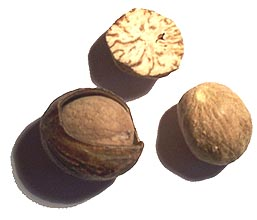
Мускатний горіх

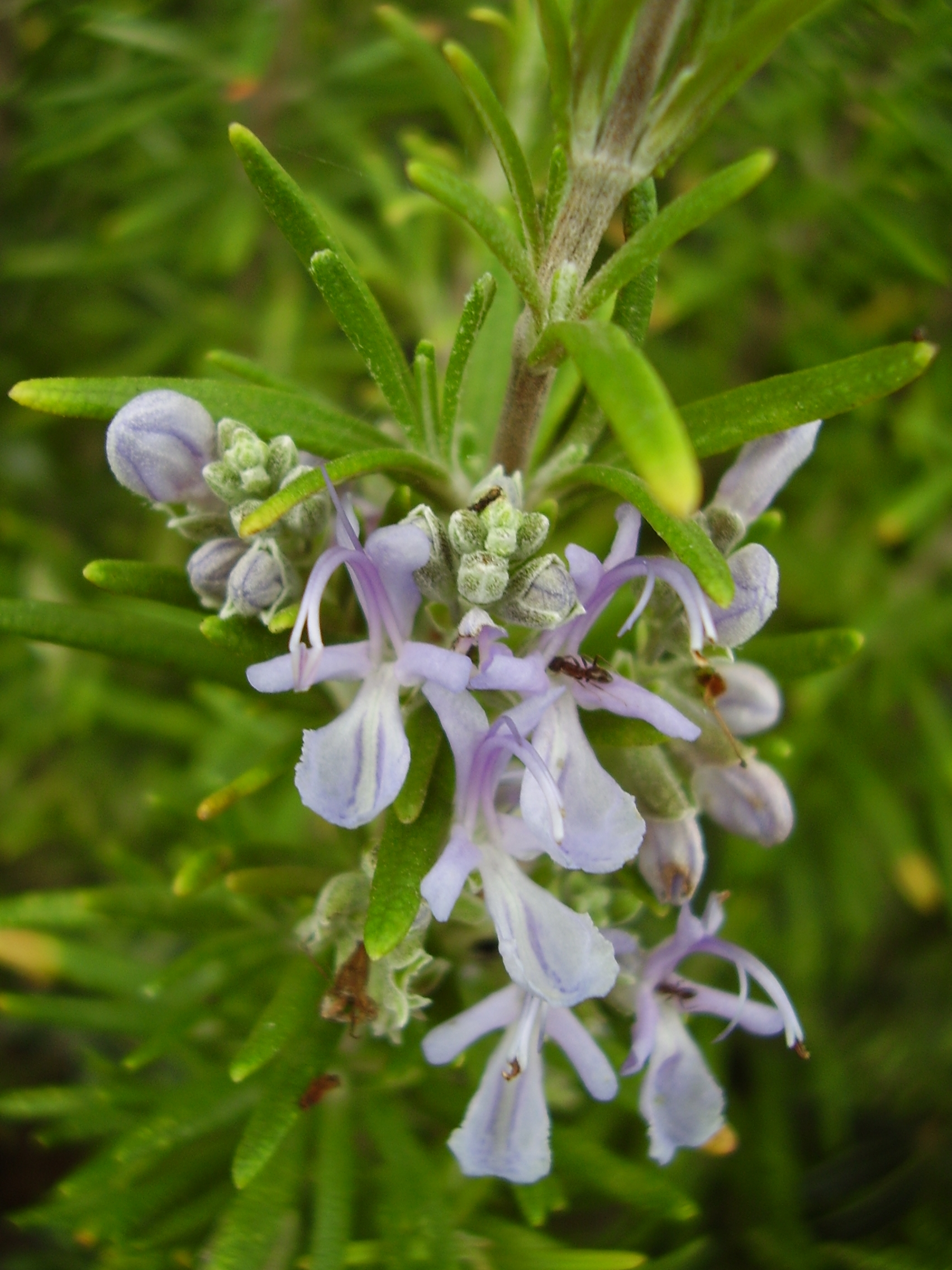
Розмарин

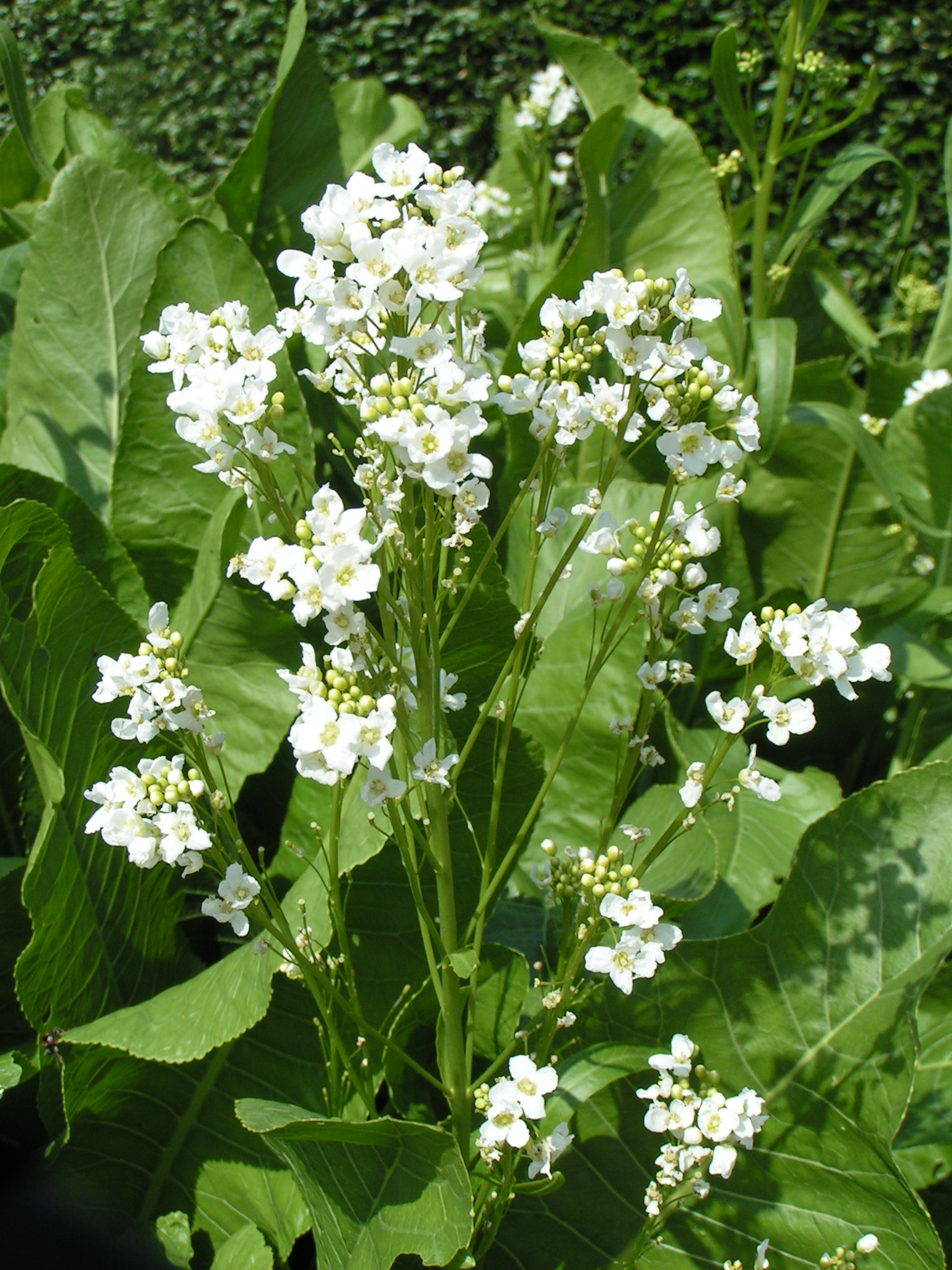
Хрін

- Аїр тростиновий — як пряність використовуються висушені кореневища
- Айва — плоди
- Ажгон — насіння
- Аніс — насіння (ціле або мелене)
- Апельсин — сік, цедра
- Асафетида — молочний сік коренів
- Базилік — зелені частини рослини (свіжі або сухі мелені)
- Барбарис — ягоди (свіжі, мариновані або сухі мелені)
- Валер'яна — свіже листя
- Ваніль — натуральна в стручках
- Галанга (калган) — кореневище
- Гвоздика — висушені квіткові бруньки
- Гриби — сушені (цілі й мелені)
- Гірчиця — свіже листя, насіння, паста
- Материнка (орегано) — листя (свіже або сухе мелене)
- Буркун — листя й стебла
- Зіра — насіння (ціле або мелене)
- Імбир — кореневище (свіже, сухе, порошок)
- Гісоп — молоді листки (свіжі або сухі мелені)
- Чорнушка посівна —використовується насіння
- Камфорне дерево — являє собою кристал, ззовні схожі на великі кристали солі. Харчову камфору отримують шляхом перегонки ароматичного листя й деревини дерева
- Кардамон — вилущене насіння (ціле й мелене)
- Кервель — молоді листки
- Коріандр (зелень — кінза) — зелень (свіжа, свіжоморожена або суха), насіння (сушене)
- Кориця — висушена кора (ціла або мелена)
- Кресс-салат (котем) — зелень
- Кунжут — насіння
- Куркума — коріння
- Лавр — лист (сушений)
- Локриця (солодка) — кореневище
- Лимон — цедра й сік
- Цибулеві:
  - Цибуля городня — вся рослина
  - Цибуля порей — біле стебло (молоді цибулинки)
  - Цибуля шалот — молоде листя й цибулинки
  - Батун — уся рослина або молоде листя
  - Цибуля переможна — молоде листя й цибулини
  - Цибуля-трибулька — листя, цибулини й квітки
  - Ведмежа цибуля — стебло, листя й цибулина
- Любисток — вся рослина (свіжа або суха)
- Майоран — листя
- Мак — насіння
- Маслини — плоди (солоні й мариновані)
- Меліса (м'ята лимонна) — листя (свіже або сухе мелене)
- Ялівець — ягоди (свіжі або сухі мелені)
- Мускатний горіх — насіння плодів
- М'ята — листя
- Настурція — молоді листя, квіти
- Огірочник лікарський — свіже молоде листя
- Гуньба — насіння, листя та стеблі
- Паприка — плоди
- Пастернак — насіння, пагони
- Чорний перець — горошком або мелений
- Петрушечник — листя й плоди
- Петрушка — листя й коріння
- Полин гіркий — вершечкове молоде листя (сушене)
- Портулак — молоді пагони й листя, зібрані до цвітіння
- Ревінь — листя й корінці
- Розмарин — молоде листя
- Рукола — молоді пагони й листя
- Селера — стебла (свіжі), листя (свіже, заморожене й сухе), корінь (свіжий, заморожений, сухий)
- Сарсапарель — молоді вершечкові пагони
- Сумах — плоди, шкірка плодів
- Чебрець — верхня частина стебла з листям
- Кмин — насіння
- Помідор — паста з плодів
- Деревій — листя й суцвіття, також у сухому подрібненому вигляді
- Кріп — молоті пагони, квітки, насіння
- Фенхель — молоде листя, насіння
- Хрін — коріння, листя
  - Васабі — кореневище
- Цидонія — плоди айви
- Чабер — листя
- Червоний перець — плоди (свіжі або сухі мелені)
- Перець чилі — плоди (свіжі або сухі мелені)
- Духмяний перець — плоди (свіжі або сухі мелені)
- Часник — уся рослина
- Чистець — суцвіття й листя
- Шавлія — листя
- Шафран — квіткові рильця
- Тархун — молоді рослини або листя (свіжі й сушені), використовується для приготування вареного м'яса й напоїв.

### Отримані штучним і синтетичним шляхом
- Ванілін — кристалічний порошок
- Глутамат натрію — кристалічний порошок
- Лимонна кислота — порошок і рідина
- Цукор — кристалічний порошок або пудра
- Оцет — рідина
- Фруктоза — пудра

### Суміші
- Аджика — перетерта гостра пастоподібна суміш.
- Карі — суміш сухих прянощів у вигляді порошку
- Масала
  - Гарам масала
- Сванська сіль
- Хмелі-сунелі — перетерта гостра суміш прянощів та приправ зеленого або оливкового кольору.

### Стандартизовані концентрати приправ і прянощів
Наразі широко поширені фірмові концентрати прянощів, отримані методом екстракції (спиртової, фреонової, вуглекислотної, надкритичної тощо). Такі екстракти мають низку переваг над сумішами сухих прянощів: більшу стабільність складу, більш тривалі терміни придатності без зміни властивостей, кращу якість готового продукту (зокрема, поліпшення кольору і стабільність).